# Oaristys
L'oaristys est un genre poétique grec antique ayant pour thème les conversations entre deux amoureux. Après l'Antiquité, il connaît une postérité dans la poésie européenne à l'époque moderne et contemporaine.

## Définition
Emprunté au grec oaristys (οαριστύς) : « rencontre amoureuse », ce terme, entré dans le dictionnaire de Trévoux en 1721 sous la forme oariste, fut acclimaté sous la forme oaristys à partir du titre de la traduction par André Chénier, en 1794, de la XXVIIe idylle de Théocrite. Il prit alors le sens de poème formé d'un dialogue familier, tendre, amoureux ou à connotation érotique. L'oaristys connut une certaine vogue pendant la période du Symbolisme. Voir aussi le poème de Paul Verlaine "vœu", l'un des Poèmes saturniens, titre du premier recueil de poèmes de Paul Verlaine, publié en 1866 chez l'éditeur Alphonse Lemerre.
Signifie aussi un entretien tendre et familier.

## Exemples
Merci de procéder au transfert en conservant l'historique. 
- Homère : Iliade - Rhapsodie VI
- André Chénier : L'Oaristys
- Ponce-Denis Écouchard Le Brun[4] :

L'OARISTYS ou DIALOGUE AMOUREUX ENTRE DAPHNIS ET UNE BERGÈRE, IDYLLE DE THÉOCRITE.
DAPHNIS. HÉLÈNE aima Paris ; ah ! ton Baiser flatteur M'apprend qu'une autre Hélène aime un autre Pasteur!

LA BERGÈRE. Sois moins fier d'un Baiser ; fugitive caresse !

DAPHNIS. Le Baiser qui s'enfuit laisse une douce ivresse.

LA BERGÈRE. Il profane ma Bouche, et je veux l'essuyer.

DAPHNIS. Du moins permets qu'un autre efface le premier.

LA BERGÈRE. Va baiser tes Brebis, non de jeunes Bergères.

DAPHNIS. La Jeunesse est rapide, et ses Fleurs passagères.

LA BERGÈRE. Va! je crains peu des Ans les retours importuns. La Rosée qui n'est plus revit dans ses parfums.

DAPHNIS. Viens sous ces Oliviers ; j'ai deux mots à te dire.

LA BERGÈRE. Déjà par ces Discours tu m'as voulu séduire.

DAPHNIS. Viens sous l'Orme écouter ma Flûte et ses doux sons.

LA BERGÈRE. Amuse-toi, Berger; moi, je hais les Chansons.

DAPHNIS. Crains Vénus, crains l'Amour, que ta Rigueur offense.

LA BERGÈRE. Je les brave tous deux ; Diane est ma défense.

DAPHNIS. Tremble ; l'Amour écoute, et ses Rets sont tendus.

LA BERGÈRE. Traître! que fait ta main ? Cesse, et n'y reviens plus.

DAPHNIS. Tu crois donc éviter l'Amour inévitable ?

LA BERGÈRE. Tu crois donc m'asservir à son Joug redoutable ?

DAPHNIS. Peut-être me fuis-tu pour un moins digne Amant ?

[…]
- Louis Poinsinet de Sivry[5] :

L'OARISTYS, OU DIALOGUE AMOUREUX.

DAPHNIS. HÉLÈNE sur les flots suivit l'heureux Paris, Mais Paris, comme moi, n'embrassa point Chloris.

CHLORIS. Ce qui te rend si fier doit causer peu d'envie.

DAPHNIS. Pour un second baiser je donnerois ma vie.

CHLORIS. J'en vais laver l'injure au plus prochain ruisseau.

DAPHNIS. Va; mais compte au retour sur un baisr nouveau.

CHLORIS. Caresse tes Moutons, laisse en paix les Bergères.

DAPHNIS. Tes dédains font le prix de mes ardeurs sincères ! Songe que la beauté passe comme une fleur.

CHLORIS. La Rose en se fannant conserve son odeur.

DAPHNIS. Suis-moi sous ces vergers ;... Chloris, tu me refuses.

CHLORIS. Ce n'est pas d'aujourd'hui que je connois tes ruses.

DAPHNIS. Viens à l'ombre des bois entendre mes doux sons.

CHLORIS. Chante pour toi, Berger. Moi, je pleure aux chansons.

DAPHNIS. Crains Vénus, crains son fils.

CHLORIS. Crains toi-même, profane ! J'ai contre moi Vénus, mais j'ai pour moi Diane.

DAPHNIS. Dans les filets d'Amour nous te verrons tomber.

CHLORIS. Diane à ces périls sçaura me dérober. Redoute enfin ma haine, ou cesse ta poursuite.

DAPHNIS. Je te suivrai partout ; cesse une vaine fuite.

CHLORIS. J'échapperai ; mais toi, ton amour te Suivra.

DAPHNIS. À quelqu'indigne Amant l'Hymen te soumettra.

CHLORIS. Mille ont brulé pour moi ; j'ai ri de leur faiblesse.

DAPHNIS. Du plus ardent de tous, couronne la tendresse.

CHLORIS. Non, non. Je fuis l'Hymen & ses tristes soupirs.

DAPHNIS. L'Hymen qu'on t'a fait triste, est semé de plaisirs.

[…]
- Balzac a donné au chapitre 11 des Paysans le titre : XI. L'oaristys, XXVIIe églogue [sic pour : idylle] de Théocrite, peu goûtée en cour d'assises
- Charles Cros : Sonnet d'oaristys
- Catherine Ballay, Oaristys, Éditions le manuscrit, 2006
- Eugenio de Castro, Oaristos, 1890, trad. de Raymond Bernard, Oaristys, Cahors, 1934[6] :

« Triumphal, teatral, vesperalmente rubro,
Na diáfana paz dum poente de outubro
O sol, esfarrapando o incenso dos espaços
Caminha para a morte em deorados passos »

« Triomphal, théâtral, vespéralement pourpre
Dans la paix diaphane d'un couchant d'octobre
Le soleil lacérant l'incendie des lointains
Avance vers la mort d'un pas qu'il veut très lent »

## Sources
1. ↑  « OARISTYS : Définition de OARISTYS », sur www.cnrtl.fr (consulté le 24 août 2024)
2. ↑  « Terme de Poésie Grecque. Ce mot signifie un Dialogue entre un mari et sa femme, tel que celui qui est dans le VIe livre de l'Iliade, entre Hector et Andromaque »
3. ↑  L'attribution de cette idylle à Théocrite est controversée
4. ↑  Œuvres de Ponce-Denis Écouchard Le Brun, éd. de P.L. Guinguené, t. II, Gabriel Warée, 1811, p. 363
5. ↑  Théâtre et œuvres diverses, 1764, p. 301
6. ↑  Cité dans : Germaine Forges, Didactique des langues, traductologie, et communication, De Boeck, 1998, p. 144